# کومن هیدرو پراکسید
کومن هیدرو پراکسید (به انگلیسی: Cumene hydroperoxide) یک ترکیب شیمیایی با شناسه پاب‌کم ۶۶۲۹ است. شکل ظاهری این ترکیب، مایع بی‌رنگ و زرد کمرنگ است.